# Nagarkanda
Nagarkanda (en bengali : মধুখালী) est une upazila du Bangladesh dans le district de Faridpur. En 1991, on y dénombrait 267 193 habitants.